# Physcomitrium pyriforme
Physcomitrium pyriforme là một loài Rêu trong họ Funariaceae. Loài này được (Hedw.) Hampe mô tả khoa học đầu tiên năm 1837.

## Hình ảnh

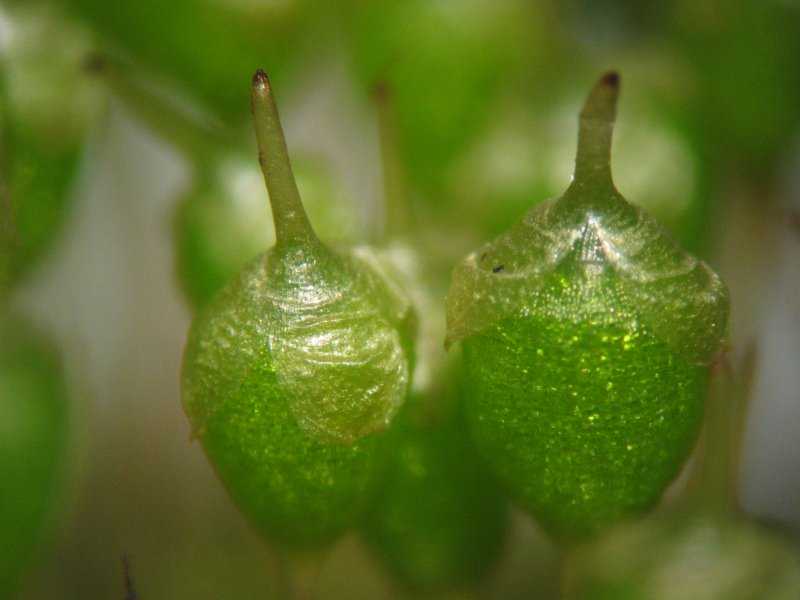
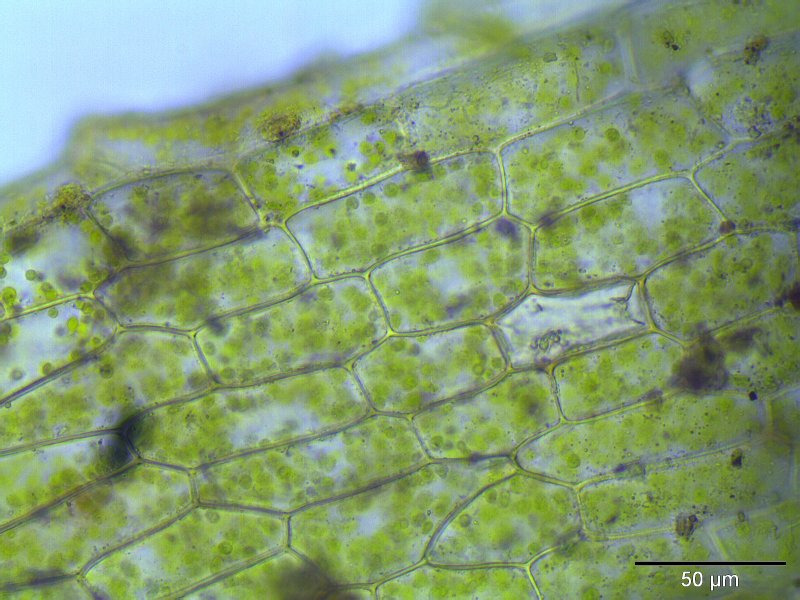
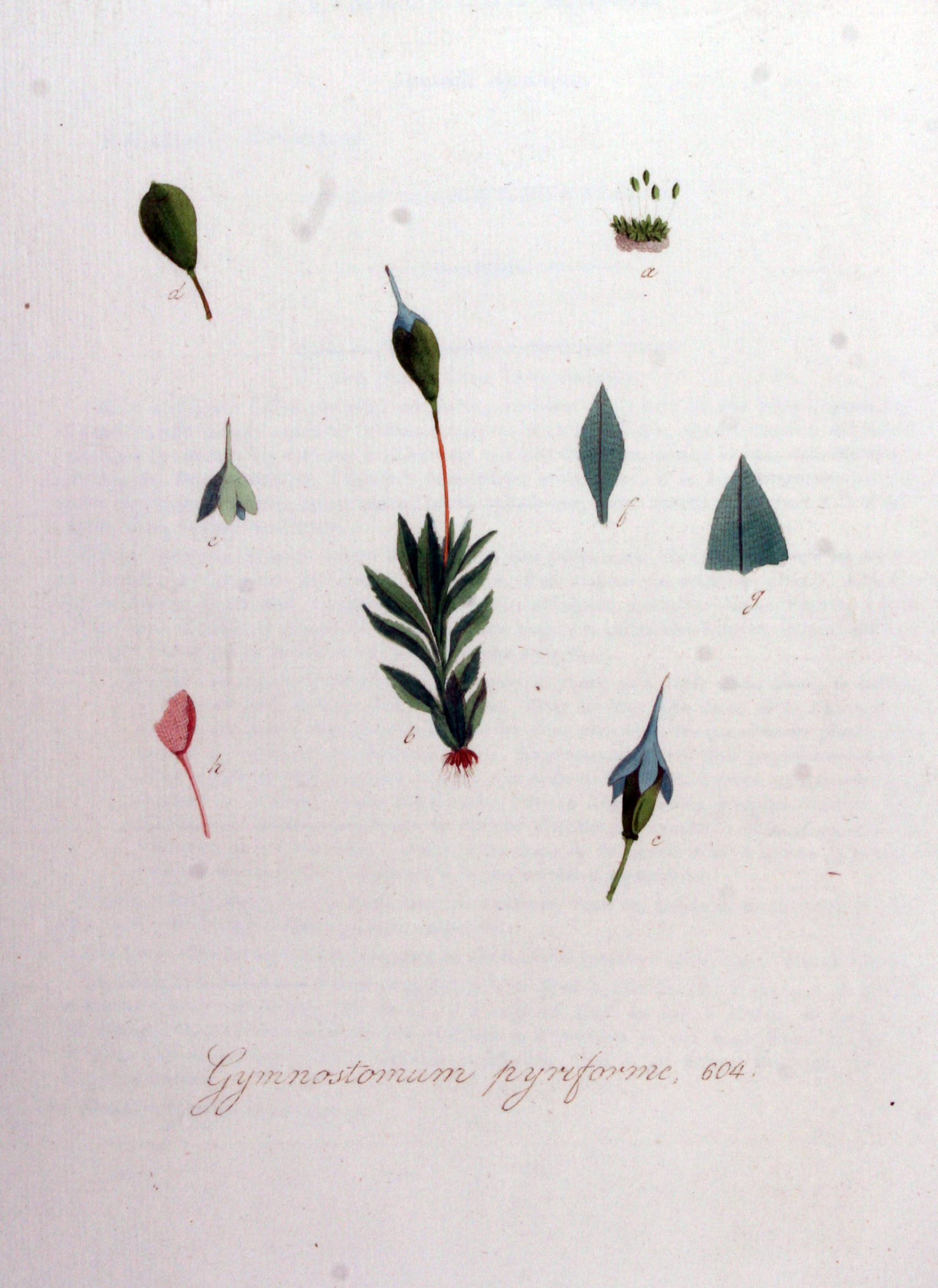
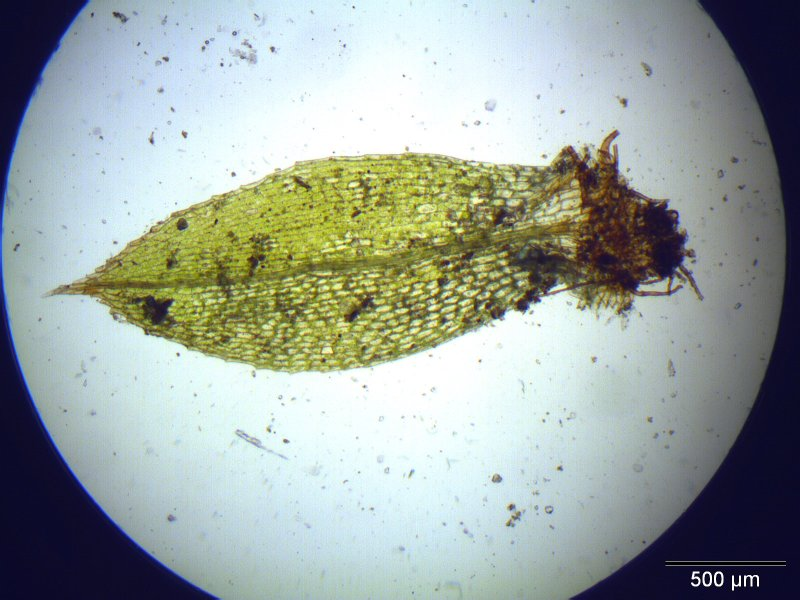